# Catherine Meurisse
Pour les articles homonymes, voir Meurisse.
Catherine Meurisse, née le 8 février 1980 à Niort (Deux-Sèvres), est une illustratrice, dessinatrice de presse et auteure de bande dessinée française.
Elle est élue à l'Académie des beaux-arts le 15 janvier 2020, devenant la première dessinatrice de bande dessinée à devenir membre de l'Institut.

## Biographie

### Famille et études
Née d'un père ingénieur des forêts et d'une mère femme au foyer, Catherine Meurisse a une sœur.
À 17 ans, en 1997, elle est lauréate du « Grand écureuil d'or », concours de bande dessinée scolaire et invitée au festival d'Angoulême, collaborateur du concours. Dix-sept ans plus tard, elle est la marraine de la 40e édition du concours, lors de l'année scolaire 2013-2014, dont elle a aussi réalisé l'affiche.
Elle étudie les lettres modernes à l’université de Poitiers, puis, à Paris, l’illustration à l’école Estienne, au sein de laquelle elle remporte en 2000 le « Trophée Presse Citron » catégorie junior, et dont elle sort diplômée en 2002 ; elle poursuit sa formation à l’École nationale supérieure des arts décoratifs.
Durant ses derniers temps d'étude, en 2004, ses illustrations du texte d'Alexandre Dumas Causerie sur Delacroix (1864) sont primées par le jury de son école, et seront publiées l'année suivante en album.

### Autoportrait
Dans une interview à Télérama en 2013, Catherine Meurisse précise avoir comme « outils de prédilection : une plume et de l’encre de Chine » ; elle déclare également :

« Je suis facile à caricaturer, avec mon grand pif et mes cheveux super raides… »

### Dessinatrice

#### Charlie Hebdo
Catherine Meurisse est repérée par des dessinateurs de Charlie Hebdo dès 2001 durant un concours de dessins de presse, et elle entre à la rédaction du journal sitôt ses études finies, en 2005,. Elle est alors publiée dans des albums collectifs sous son seul prénom Catherine, dès 2006, auprès de Charb, Riss ou Luz, dans les albums Mozart qu'on assassine, Bébés congelés, chiens écrasés, ou Le Cahier de vacances de Charlie Hebdo, ainsi que dans les diverses publications collectives du journal, comme Élevons le débat ou Bon débarras !, éditées par leurs Éditions Les Échappés. À ces mêmes éditions sont publiées en 2009 les chroniques de Philippe Val sur France Inter, dont Catherine Meurisse assure les illustrations, dans le recueil Si ça continue, ça va pas durer.
En 2014, elle figure toujours parmi l'équipe du journal, neuf ans après son embauche, et « seule femme de l'équipe de dessinateurs permanents de Charlie Hebdo ».
Arrivée en retard à la conférence de la rédaction le 7 janvier 2015, jour de l'attentat contre Charlie Hebdo, elle aperçoit les deux assaillants dans la rue avant qu'ils s'enfuient. Parmi l'équipe du journal, huit personnes sont tuées, et quatre sont blessées. Elle abandonne ensuite le dessin de presse pour se consacrer à la bande dessinée.
Elle participe quelques jours plus tard au Numéro 1178 de Charlie Hebdo dit « numéro des survivants », avec plusieurs dessins, dont quatre sur la dernière page des « couvertures auxquelles vous avez échappé », et une petite bande dessinée de sept dessins, page 11, intitulée « Une séance avec Elsa Cayat, la psy de Charlie », en hommage à la psychanalyste collaboratrice du journal, tuée lors de l'attentat. Le premier dessin représente Elsa Cayat prenant des notes et écoutant un homme cagoulé allongé sur son divan, commençant la séance en lui disant : « J'ai rêvé que je tuais Charlie Hebdo ».
Un des rescapés, Luz, publie son après-attentat en mai 2015 dans l'album Catharsis. Catherine Meurisse le fait un an plus tard, fin avril 2016, à travers sa bande dessinée La Légèreté :

« La légèreté, c'est tout ce que j'ai perdu le 7 janvier et que j'essaie de retrouver. […] La légèreté, c'est aussi le dessin. »

#### Illustration presse et bande dessinée
Catherine Meurisse dessine également dans d'autres magazines et journaux que Charlie Hebdo, comme L'Obs, Libération, Marianne, Psychologies magazine ou la Revue XXI.
Sa première publication en tant qu'illustratrice de bande dessinée date de 2005, sur un texte d'Alexandre Dumas Causerie sur Delacroix, travail qu'elle avait réalisé initialement dans le cadre de ses études.
En 2010, pour l'ouvrage Drôles de femmes écrit par Julie Birmant et qu'elle doit illustrer, « elle rencontre Anémone, Claire Bretécher, Tsilla Chelton, Amélie Nothomb, Sylvie Joly » etc., pour préparer leurs portraits dessinés. Selon le magazine Le Nouvel Observateur : « dix artistes féministes livrent spontanément des pans de leur carrière, leurs histoires de famille, mais aussi leurs doutes. Très bavard, très touffu, ce livre est vraiment une réussite, et un bel hommage à des femmes atypiques ».
En octobre 2014 est publié La Vie de Palais, écrit par l'avocat Richard Malka, et dont Meurisse est l'illustratrice. La bande dessinée se penche sur la justice, le métier d'avocat, et « les coulisses du métier », à travers le personnage de Jessica Chaillette, « jeune avocate exploitée par son patron, mal payée, qui attend vainement la gratitude de ses clients ». Pour Libération, « ses aventures éclairent splendeurs et misères du métier et de la justice. Dans leur jolie et maligne bande dessinée, les deux auteurs atteignent l’objectif osé de faire rire tout en transmettant nombre d’informations fort utiles sur le fonctionnement judiciaire », le tout ponctué de « blagues acides ».

#### Illustration jeunesse
Parallèlement à ses illustrations dans la presse adulte généraliste, Catherine Meurisse dessine pour de nombreux magazines jeunesse, comme Okapi, DLire, Wapiti ou Eurêka,.
Elle illustre également près d'une vingtaine de romans, albums ou documents jeunesse. Avec Didier Levy au scénario, elle dessine plusieurs tomes de la série d'albums jeunesse Elza. Pour le premier tome, sorti en 2007, Elza dans la cour des grandes, la critique de Télérama note : « Le verbe piquant et le trait rapide, [les auteurs] croquent avec une belle justesse les affres des gamines qui commencent à rêver de la cour des grandes. On pense à Claire Bretécher ». Le quatrième tome est publié en 2012.
La même année, elle illustre un autre ouvrage jeunesse Ma tata Thérèse écrit par Fabrice Nicolino. Marine Landrot dans une critique de Télérama précise que « l’auteur de sa désopilante biographie en témoigne, c’est sa propre tante », et que « Yolande Moreau pourrait l’interpréter au cinéma ». Selon le magazine L'Express : « Fabrice Nicolino raconte avec tendresse les frasques véridiques de sa vieille tante raide dingue des bêtes de tout poil. […] Les illustrations de Catherine Meurisse restituent à merveille la folie de ce petit monde du vieux Paris des quartiers ». L'ouvrage obtient le prix Chronos 2013 (Paris), niveau CM1/CM2.

### Seule au scénario et au dessin
Les bandes dessinées que Catherine Meurisse scénarise et dessine seule sont essentiellement axées autour de la littérature et des arts, le tout teinté d'humour. Pour Télérama, en septembre 2014, ses albums sont « à la fois gracieux, érudits et un peu trash ».

#### Mes hommes de lettres(2008)
En 2008, dans Mes hommes de lettres, pour le journal Le Figaro, l'auteure « avait «repeint» le Lagarde et Michard aux couleurs de ses envies. Sans le moindre complexe, elle était partie à la redécouverte des grands écrivains français, du Moyen Âge au XXe siècle, en les transformant en stars de rock ». Selon L'Express, l'ouvrage a une « tonalité générale impertinente mais toujours respectueuse ». Pour Le Figaro l'« auteur du très remarqué Mes hommes de lettres, album retraçant un panorama humoristique, presque irrévérencieux de la littérature française, a le sens de la formule, habituée à croquer en un dessin la comédie humaine », et pour la critique du journal Le Monde, elle « livre sa version impertinente mais très documentée des chapitres essentiels de la littérature française ». L'album se vend à plus de 150 000 exemplaires.

#### Savoir-vivre ou mourir(2010)
Savoir-vivre ou mourir en 2010, est un « hilarant résumé de leçons de bonnes manières suivies à l'institut suisse de Nadine de Rothschild », selon Télérama. En 2014 est publiée une nouvelle édition augmentée de planches inédites.

#### Le Pont des arts(2012)
En 2012, son ouvrage Le Pont des arts s'intéresse aux « rapports tumultueux entre peintres et écrivains », en compagnie, entre autres, de Paul Cézanne, Pablo Picasso, Émile Zola ou Marcel Proust. Pour le site Culturebox de France Télévisions, « c'est tout l'art de Catherine Meurisse : se promener dans l'histoire de l'art, en ressortir des anecdotes véridiques, et les raconter de façon très ludique ». Jean-Claude Loiseau, dans une critique pour Télérama, écrit : « ce survol en neuf tableaux est guidé par le bon plaisir de l'auteur, qui a butiné en toute subjectivité situations et citations, aphorismes étincelants, points de vue iconoclastes et idioties d'époque, pour les remixer en mini-comédies d'une savoureuse pertinence. ». La critique du journal Le Monde relate la bande dessinée par : « une dizaine de minirécits tous plus hilarants les uns que les autres plongent dans les affres comparées de la création artistique », et celle du journal Le Figaro par : « un album tout à la fois savant, drôle, irrévérencieux et pourtant si gorgé d'amour ».

#### Moderne Olympia(2014)
Publiée en février 2014 chez Futuropolis, Moderne Olympia fait référence au célèbre tableau d'Édouard Manet de 1863 Olympia, conservé au Musée d'Orsay, musée coéditeur de l'album.
Fin 2014, pour le magazine Télérama, l'album fait partie des « 10 meilleures BD de l’année 2014 ». Il est en Sélection officielle au Festival d'Angoulême 2015,.

#### La Légèreté(2016)
En avril 2016 paraît aux Éditions Dargaud la bande dessinée La Légèreté, où Catherine Meurisse évoque l'après-attentat contre Charlie Hebdo.

#### Les Grands Espaces(2018)
En septembre 2018 paraît aux Editions Dargaud la bande dessinée Les Grands Espaces dans laquelle Catherine Meurisse revient sur son enfance à la campagne dans le Marais poitevin. Le dessin est fait cette fois-ci au crayon pour l'intégralité de l'album. L'ouvrage revient sur la découverte de l'art par l'autrice.

#### Delacroix(2019)
En novembre 2019, Meurisse livre Delacroix (Dargaud), un hommage à Eugène Delacroix et une interprétation du livre d'Alexandre Dumas Causerie sur Delacroix, avec un traitement à l'aquarelle et à la plume.

#### La jeune femme et la mer(2021)
Cet album, sorti chez Dargaud en octobre 2021, fait suite à deux voyages de l'autrice au Japon, en quête d'apprentissage à peindre la nature.

#### Humaine, trop humaine(2022)
Cet album, sorti chez Dargaud, est un recueil de planches publiées dans Philosophie Magazine depuis 2017.

## Festivals et salons
En 2003, Catherine Meurisse fait partie du Jury du 10e « Trophée Presse Citron », organisé par son ancien établissement, l'école Estienne, Trophée dont elle a été lauréate en 2000 dans la catégorie Junior.
En 2013, elle est « ambassadrice des Pépites 2013 » lors du Salon du livre et de la presse jeunesse de Montreuil (Seine-Saint-Denis), auprès de Jean-Claude Mourlevat, et est auteure invitée au Rendez-vous de la bande dessinée d'Amiens.
En mars 2014, le Salon du livre de Paris lui consacre une exposition collective « Regards de femmes », en collaboration avec les Éditions Dargaud, afin d'« honore[r] le talent des auteures dans une exposition singulière sur les femmes et la bande dessinée », aux côtés de Claire Bretécher, Florence Cestac, Annie Goetzinger, Marion Montaigne et de Vanyda.
Le même mois, elle participe à l'événement « Esquise Esquisse » du Pulp Festival, La bande dessinée au croisement des arts, organisé par Arte et La Ferme du Buisson, à Marne-la-Vallée. Le concept reprend celui de l'émission télévisée Du tac au tac des années 1970, où des dessinateurs se confrontaient dans des improvisations dessinées, selon le principe du cadavre exquis. Elle est accompagnée de quelques artistes, dont Jul, Mana Neyestani, Nicolas Wild, Mathieu Sapin, Killoffer, Cyril Pedrosa et Dash Shaw. Leurs dessins ne seront pas conservés, comme le mentionne Frédéric Potet dans l'article de M, le magazine du Monde supplément du journal Le Monde : « Tout disparaîtra en effet à la fin du festival, comme il est de coutume dans le spectacle vivant », en ajoutant qu'« une dizaine d'auteurs contemporains s'essaieront à l'exercice. Sans filet, donc. Mais avec le sentiment, peut-être, de toucher au sens du métier décrit par feu Jean Giraud, alias Moebius : « Fondamentalement, les artistes sont des bateleurs, des saltimbanques, et ils vivent uniquement parce qu'ils ont attiré l'attention des passants qui jettent une pièce. La seule posture qui vaille est celle du Rom qui montre l'ours dans son cirque. » ».
En 2014 toujours, elle est marraine de la 40e édition du Concours de la BD scolaire (dont elle a été lauréate à 17 ans), pour lequel elle a réalisé l'affiche, et elle fait partie du Grand Jury du Festival d'Angoulême 2014, aux côtés de Willem comme président du Jury.
En 2016, deux ans après l'attentat qui a frappé la rédaction de Charlie-Hebdo, la dessinatrice, membre de l’équipe du journal de 2005 jusqu’aux attentats, raconte notamment comment elle est parvenue à se reconstruire, et évoque la suite de sa carrière au festival Quai des Bulles de Saint-Malo.
En novembre 2019, elle a été la présidente d'honneur du Prix CatalPa, prix littéraire et artistique français distinguant chaque année un catalogue d'exposition parmi les titres publiés dans l’année par les musées et les institutions culturelles de Paris.
Le 15 janvier 2020, Catherine Meurisse est élue à l'Académie des beaux-arts, au 1er tour de scrutin au fauteuil vacant d'Arnaud d'Hauterives mort en 2018. C'est la première fois qu'un ou une dessinatrice de BD est élue à cette académie. La section de peinture est composée de 7 hommes et 1 femme : Pierre Carron, Guy de Rougemont, Yves Millecamps, Philippe Garel, Jean-Marc Bustamante, Gérard Garouste, Fabrice Hyber et Catherine Meurisse. Elle s'y installe officiellement le 30 novembre 2022.

## Publications

### Scénariste et illustratrice

#### Bande dessinée
- Mes Hommes de lettres, éditions Sarbacane, 2008
- Savoir-vivre ou mourir, éditions Les Échappés, 2010 Nouvelle édition augmentée de planches inédites, 2014[4]
- Le Pont des arts, éditions Sarbacane, 2012
- Moderne Olympia, coédition Futuropolis et musée d'Orsay, 2014
- La Légèreté, Dargaud, avril 2016
- Scènes de la vie hormonale, Dargaud, octobre 2016
- Les Grands Espaces, couleurs d'Isabelle Merlet, Dargaud, septembre 2018[47]
- La jeune femme et la mer, Dargaud, octobre 2021

#### Bande dessinée jeunesse
- Franky et Raoul, Éditions Bayard jeunesse, 2012

#### Participation (ouvrages collectifs)
- Revue L'Éprouvette, revue de l'Association, no 2, juin 2006  (ISBN 9782844142139)
- Mozart qu'on assassine, Albin Michel, 2006, avec Charb, Riss, Luz, Tignous et Jul
- Bébés congelés, chiens écrasés, Albin Michel, 2007, avec Charb, Riss, Luz, Tignous et Jul
- Toy Comix, Éditions l'Association, novembre 2007  (ISBN 9782844142511) D'après l'exposition « Toy Comix » du musée des arts décoratifs de Paris et sa « galerie des jouets », hiver 2007.
- Le Cahier de vacances de Charlie Hebdo, Éditions Les Échappés, 2009, avec Charb, Riss et Luz
- Revue Lapin, revue de l'Association, no 37, février 2009[48],[49]
- Revue Lapin, revue de l'Association, no 40, novembre 2009[50]
- Élevons le débat, collectif Charlie Hebdo, Éditions Les Échappés, 2010
- Les 1000 unes de Charlie Hebdo, collectif Charlie Hebdo, Éditions Les Échappés, 2011
- Bon débarras !, collectif Charlie Hebdo, Éditions Les Échappés, 2011
- Revue Mon Lapin, collection Lapin, revue de l'Association, no 4, janvier 2014  (ISBN 9782844144959)

### Illustratrice

#### Bande dessinée
- Causerie sur Delacroix, texte de Alexandre Dumas de 1864 en hommage posthume au peintre Eugène Delacroix décédé l'année précédente, Éditions QuiQuandQuoi/Drozophile, 2005
- Drôles de femmes, texte Julie Birmant, Éditions Dargaud, 2010
- La vie de Palais. Il était une fois les avocats..., texte Richard Malka, Éditions MARAbulles, 2014

#### Chroniques et récit
- Si ça continue, ça va pas durer, textes de Philippe Val, Les Échappés, avec France Inter, 2009 ; recueil de chroniques à France Inter
- 200 histoires : spécial belles-mères, réunies par Bertrand Morisset, First éditions, 2012
- Noël, ça fait vraiment chier : sur le divan de Charlie hebdo, textes d'Elsa Cayat, préface d'Alice Ferney, Les Échappés-Charlie hebdo, 2015 ; recueil des chroniques de l'auteur publiées dans Charlie hebdo entre février 2014 et janvier 2015

#### Album, roman et document jeunesse
- Série Elza, texte Didier Lévy, Éditions Sarbacane
  - Elza, dans la cour des grandes, 2007
  - Elza, c'est encore loin, l'amour ?, 2008
  - Elza, les garçons et moi, 2009
  - Elza, c’est quand tu veux Cupidon, 2012

Autres
- Diogène, texte de Diogène Mantinée et Diotima Mantinée, Les Portes du monde, 2003
- Le P'tit Miam ; bien se nourrir, mode d'emploi, texte de Aline Goldschmidt, Bayard jeunesse, 2004 ; documentaire jeunesse
- La Loi du bois Boris, texte Gilles Barraqué, Nathan, 2006
- En voiture ! En voiture ! : l'histoire presque vraie de l'Europe, texte de Christine Beigel, Éd. Sarbacane, 2006
- Mais oui, je vous aime toujours !, texte Thierry Lenain, Nathan, 2006
- Les Pâtes : 100 % excellent ; recettes, texte Antonino Politi, stylisme et photographies Marc Schwartz, Bayard jeunesse, 2006 ; documentaire jeunesse
- Chocolat 100 % excellent, Les 50 meilleures recettes de Rosamée, texte de Rosamée d'Andlau, stylisme et photographies Marc Schwartz, Bayard Jeunesse, 2007 ; documentaire jeunesse
- Le bonheur, c'est quoi ?, texte d'Oscar Brenifier, Nathan, 2007 ; documentaire jeunesse
- Petites histoires pour rire du loup, texte Anne Cortey, Albin Michel jeunesse, 2007
- Comment l'homme a compris à quoi ressemble l'univers de Juliette Nouel-Rénier, conseiller scientifique, Jean-Pierre Luminet, Gallimard jeunesse, 2007 ; documentaire jeunesse
- Y a-t-il une princesse pour sauver la reine ? de Rémi Chaurand et Christophe Nicolas, Nathan, 2008
- Ça grouille de grenouilles !, texte Elsa Devernois, Bayard poche, 2008
- Zazie dans le métro, texte de Raymond Queneau, Gallimard Jeunesse, 2009
- L'enfonceur de portes ouvertes, et 50 autres métiers improbables, texte d'Emmanuel Trédez, Nathan, 2010 ; documentaire jeunesse humoristique autour des métiers
- Ma tata Thérèse, texte Fabrice Nicolino, Éditions Sarbacane, 2012
- Delacroix'[51], adapté d'Alexandre Dumas, Dargaud, novembre 2019  (ISBN 978-2-205-08287-6)
- Fables, écrit par Jean de La Fontaine, Ministère de l'Éducation nationale (France), 2022  (ISBN 9782711879137), collection "Un livre pour les vacances"

#### Participation
- Édition anniversaire 2010 du dictionnaire Petit Larousse : illustration de certains mots[7]

#### Affiche
- Affiche de la comédie musicale Sweeney Todd de Stephen Sondheim, représentations du 2 au 19 octobre 2010 au Théâtre du Châtelet à Paris
- Affiche de la 40e édition du Concours de la BD scolaire[4], 2013-2014, dont le Festival d'Angoulême est partenaire[3]

#### Couverture d'ouvrage
- Collectif, Va y avoir du sport !, Collection Scripto, Gallimard Jeunesse, 2006 ; collectif de 30 auteurs
- Zazie dans le métro, texte de Raymond Queneau, Gallimard Jeunesse, 2009
- La Revue Dessinée, numéro 9, automne 2015.

## Événements collectifs

### Exposition
- mars 2014 : « Regards de femmes », Salon du livre de Paris 2014, exposition collective, en collaboration avec les Éditions Dargaud, afin d'« honore[r] le talent des auteures dans une exposition singulière sur les femmes et la bande dessinée[40] », aux côtés de Claire Bretécher, Florence Cestac, Annie Goetzinger, Marion Montaigne et de Vanyda.
- 30 septembre 2020 - 25 janvier 2021 : "Catherine Meurisse : la vie en dessin"[52], Bibliothèque publique d'information, en collaboration avec le Festival international de la bande dessinée d'Angoulême.
- 17 mars - 13 septembre 2023 : "Catherine Meurisse : une place à soi"[53], Musée Tomi Ungerer - Centre international de l'illustration, Strasbourg

### Improvisation dessinée
- mars 2014 : participation à « Esquise Esquisse »[42] du Pulp Festival, La bande dessinée au croisement des arts[41], organisé par Arte et La Ferme du Buisson, à Marne-la-Vallée, aux côtés de Jul, Mana Neyestani, Nicolas Wild, Mathieu Sapin, Killoffer, Cyril Pedrosa et Dash Shaw[42].

### Danse
Pour le festival Concordan(s)e 2017, Catherine Meurisse a collaboré avec la danseuse DD Dorvillier pour une pièce intitulée Vois-tu celle-là qui s’enfuit. Cette pièce, mêlant danse et dessin, met en scène les statues du groupe des Niobides, exposées dans les jardins de la Villa Médicis.

## Distinctions

### Prix et nominations
- 1997 : Lauréate du « Grand écureuil d'or » au Concours de la BD scolaire[4].
- 2000 : Lauréate du « Trophée Presse Citron », organisé par son ancien établissement, l'école Estienne, dans la catégorie Junior[6]
- 2013 : Prix Chronos[24] (Paris) pour Ma tata Thérèse, texte de Fabrice Nicolino, qu'elle a illustré.
- 2015 :
  - Sélection officielle au Festival d'Angoulême 2015[34],[35] pour son album Moderne Olympia
  - Sélection Prix Artémisia 2015[34],[55] pour son album Moderne Olympia
- 2016 :
  - Prix Wolinski de la BD du Point pour son album La Légèreté[56] ;
  - Prix Töpffer International[57] pour La Légèreté
  - Prix Jacques Lob du (de la) meilleur(e) scénariste pour l'ensemble de son oeuvre au festival bdBOUM de Blois
- 2017 :
  - Prix spécial du prix Psychologies-Fnac[58] pour son album La Légèreté
  - Finaliste de la Sélection officielle au Festival d'Angoulême 2017 pour son album La Légèreté
- 2018 : Lauréate Villa Kuyojama[59]
- 2019 :
  - Prix Artémisia « René Dumont » pour Les Grands Espaces[60]
  - Sélection officielle au Festival d'Angoulême 2019 pour Les Grands Espaces[61]
- 2020 :
  - élue à l'Académie des beaux-arts, section peinture[62]
- 2021 : Grand prix Töpffer[57],[63],[64] pour l'ensemble de son œuvre

### Participations aux salons et festivals
- 2003 : jurée du 10e « Trophée Presse Citron », organisé par son ancien établissement, l'école Estienne, trophée dont elle a été lauréate en 2000 dans la catégorie Junior[6].
- 2013 :
  - « ambassadrice des Pépites 2013 »[39] lors du Salon du livre et de la presse jeunesse de Montreuil (Seine-Saint-Denis), auprès de Jean-Claude Mourlevat
  - autrice invitée au Rendez-vous de la bande dessinée d'Amiens.
- 2014 :
  - marraine de la 40e édition du concours de la BD scolaire[4], dont elle a été lauréate en 1997.
  - jurée du festival d'Angoulême 2014, aux côtés de Willem comme président du jury.

### Décorations
Le 16 septembre 2019, Catherine Meurisse est nommée au grade d'officier dans l'ordre des Arts et des Lettres.
Le 23 novembre 2022, elle est nommée au grade de chevalier dans l'ordre national du Mérite au titre de « dessinatrice de presse, illustratrice pour la jeunesse, autrice de bandes dessinées et membre de l'Académie des beaux-arts ; 17 ans de service ».